# Conus recurvus
Conus recurvus är en snäckart som beskrevs av William John Broderip 1833. Conus recurvus ingår i släktet Conus och familjen kägelsnäckor. Inga underarter finns listade i Catalogue of Life.

## Bildgalleri

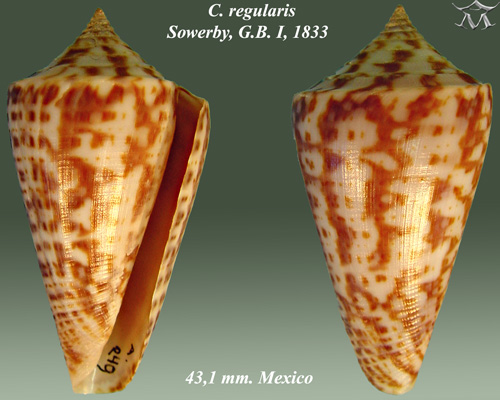
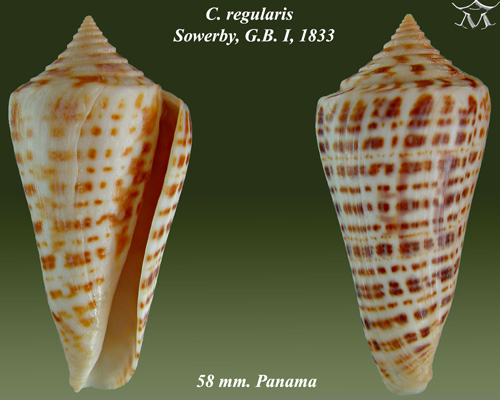